# Avatar (Stargate SG-1)
Avatar es el sexto episodio de la octava temporada de la serie de televisión de ciencia ficción Stargate SG-1. Corresponde al episodio N.º 160 de la serie.

## Trama
Todo comienza con el SGC bajo ataque de un Guerrero Kull, quien irrumpe en la sala del Portal, matando incluso al general O'Neill. Sin embargo, Teal'c logra eliminarlo usando el Disruptor Kull de un soldado muerto. En ese momento, Teal'c se despierta en una silla similar a las encontradas en P7J-989, hace 6 años. Resulta que todo fue una simulación, creada por el Dr. Lee, para probar la seguridad del SGC en caso de ocurrir algo así. 
Teal'c recalca en lo fácil que fue derrotar al Guerrero Kull, comparado con la realidad, y se ofrece para mejorar el sistema permitiendo que el juego aprenda de él mientras participa.
No obstante, el juego aprende rápido de la experiencia de combate de Teal'c, y comienza a derrotarlo en todos los escenarios que se presentan. Además de proporcionar opositores más difíciles, el programa empieza a agregar más dificultades a través del juego. Cuando Teal’c cree haber terminado su objetivo, el juego agrega un objetivo adicional, colocando más Guerreros Kull en el escenario y proveyendo a uno con un dispositivo de camuflaje. 
En el mundo real, Teal'c recibe un leve choque eléctrico cada vez que es herido, ya sea por disparos o golpes. Aunque cada descarga es mínima (para evitar que la silla mate al usuario) los efectos acumulados comienzan a preocupar a Carter. El nivel de adrenalina de Teal'c empieza a subir, así como su ritmo cardiaco y presión arterial. Si el programa no se detiene, Teal'c sufrirá un paro cardiaco. En el juego, Teal'c está mejorando progresivamente su habilidad para jugar, obteniendo mejor armamento y una armadura.
Sin embargo, cuando él se dispone a emboscar a los guerreros de Anubis, el juego agrega otro desafío y hace al Disruptor Kull inútil, ante un nuevo escudo de los súpersoldados. Nuevamente lo matan, y al reiniciar la simulación, la Carter virtual revela que ella ha estado trabajando en un nuevo dispositivo para anular tal protección, dándole a Teal’c la capacidad de matar otra vez a los guerreros Kull. Desafortunadamente, cuando parece haber ganado, habiendo ya eliminando a todos los guerreros de Anubis, la autodestrucción de la base a activa, y el juego se reinicia. En la siguiente ronda, aunque Teal'c logra que Carter desactive la autodestrucción al comienzo, él no consigue eliminar a todos los supersoldados, y después de que una feroz lucha mano a mano con el tercer guerrero, decide que es hora de terminar la simulación.
Sin embargo, la salida de emergencia en el juego, diseñada para permitir que un jugador pare en cualquier momento, y que se activa al subir a la superficie del complejo en un elevador, en lugar de eso simplemente reinicia el juego. El juego, que ha estado aprendiendo de Teal'c todo el tiempo, ha determinado que si esta fuera una situación real (y dado Teal'c había expresado el deseo de que la simulación fuera tan real como fuera posible), él bajo ninguna circunstancia se rendiría. En el siguiente turno, en vez de la autodestrucción de la base, un generador de Naquadah se sobrecarga y Daniel Jackson revela ser un Goa'uld; mas los nuevos obstáculos que el juego introduce cuando parece que Teal’c ya ha superado los anteriores. Finalmente, las constantes batallas, las muertes continuas y la aparición aparentemente interminable de nuevos desafíos abruma Teal'c, quien simplemente desiste de seguir, sentándose contra una pared y dejando a los guerreros de Anubis destruir la base sin oposición.
En el mundo real, los doctores discuten sobre lo fatal que resultaría sacar forzadamente a Teal'c de la silla, y si podrán o no mantener alto su nivel de adrenalina artificial mientras dura el juego. Mientras tanto, Carter, trabajando con otra silla y una impronta del cerebro de Teal'c de hace de seis años (cuando estuvieron atrapados en P7J-989), se está presionando cada vez más. Sam revela que para el momento en que eso ocurrió, a pesar de lo que él les decía, Teal’c nunca creyó en verdad que los Goa'uld podrían ser derrotados, y el juego parece actuar sobre la base de esa creencia, continuamente añadiendo más nuevos y complicados obstáculos a la simulación. Aunque Teal'c ha cambiado su creencia desde aquellos años, tras presenciar la caída de muchos Goa'uld, y ver a la Rebelión Jaffa surgir de la nada, él aún conserva un núcleo de dudas sobre el cual el juego actúa, agregando siempre nuevos elementos para evitar que él gane aun cuando parece que Teal'c logra torcerle la mano.
Poco después, gracias a una sugerencia inocente de O'Neill, Carter logra idear un plan, que consiste en integrar al juego a un segundo jugador, el cual no contara con el registro de datos que permite monitorear el progreso de Teal'c, lo cual le dará una ventaja ya que el segundo jugador experimentará una "premonición virtual", es decir recibirá datos antes que Teal'c. 
Luego de una breve discusión sobre quien debe entrar, se decide que sea Daniel Jackson.
Desafortunadamente, al encontrar a Teal'c por primera vez, este cree que Daniel es el espía Goa’uld como en anteriores ocasiones y le dispara. Esto sucede varias veces antes de que Daniel pueda convencer a Teal’c de que vino a ayudarlo. Los dos entonces deciden trabajar juntos para terminar el programa pero, cuando Teal'c es muerto nuevamente por un guerrero Kull, su corazón deja de latir. Si bien los doctores consiguen reactivar el corazón de Teal’c, tal acción no funcionara otra vez, por lo que, si Teal'c muere de nuevo, probablemente esa vez será permanente. 
Se produce entonces el último escenario, donde Teal'c y Daniel logran eliminar a todos los Guerreros Kull. Luego ellos encuentran a Carter intentando supuestamente desactivar el generador de Naquadah, y en el suelo al sargento Siler muerto. O'Neill también aparece en el lugar, mientras la Coronel dice que Siler era el Goa'uld. A punto de dispararse los cuatro entre sí, Daniel alcanza a ver a Siler levantarse, alertando a Teal'c, quien mata al espía en el acto, poniendo fin terminó finalmente al programa. 
Ya en el mundo real, un agotado Teal’c aclama débilmente que han ganado, a lo que O'Neill responde que es lo que hacen.

## Producción
- El actor Andrew Airlie, quien interpreta al Dr. Carmichael, hizo primero el papel del Orbanian Kalan en "Learning Curve" durante la tercera temporada.[4]
- El metraje de videojuego generado por computador en este episodio fue creado por "Perception", la misma compañía australiana que desarrolló el juego para consola/PC de Stargate SG-1 denominado como Stargate SG-1: The Alliance (el juego en sí mismo fue desechado después durante su producción y nunca lanzado).[4]

## Artistas invitados
- Bill Dow como el Dr. Lee.
- Andrew Airlie como el Dr. Carmichael.
- Gary Jones como Walter Harriman.
- Dan Payne como Supersoldado.[5]
- Dan Shea como el Sargento Siler.[5]